# Passpoal

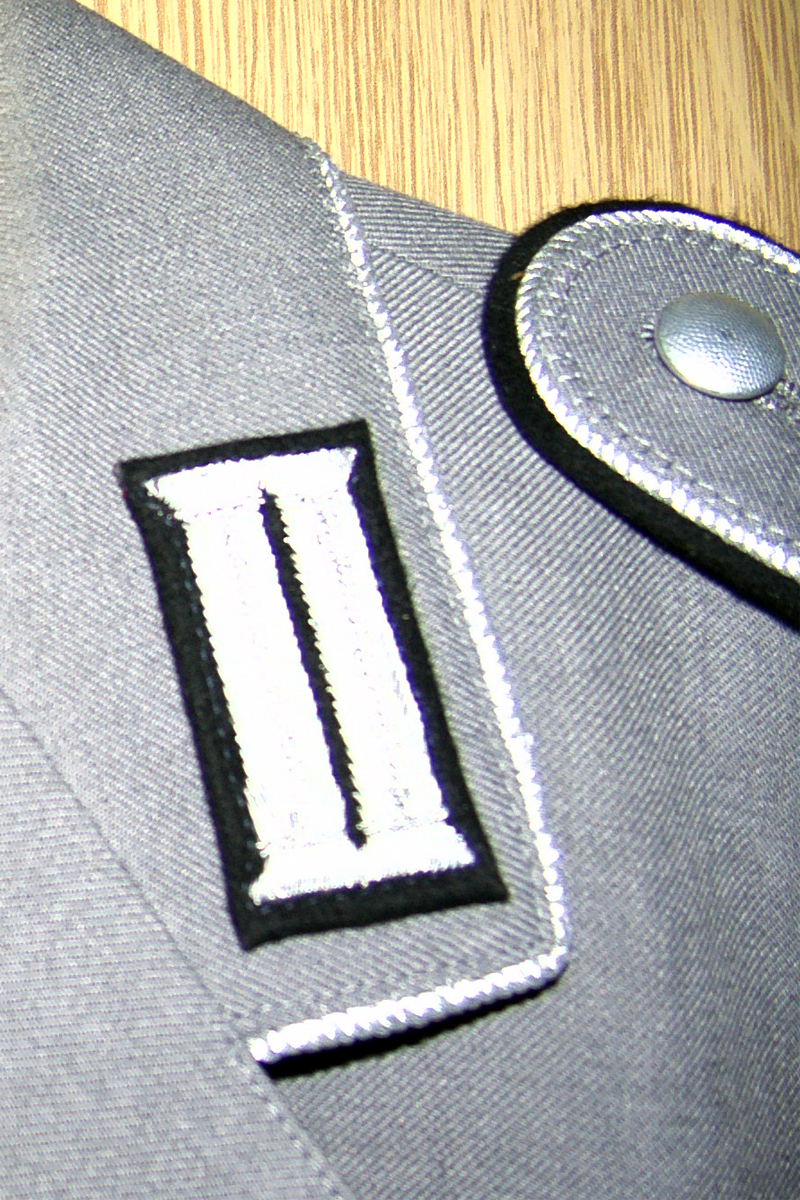
Vita passpoaler vid kragens och axelklaffens kanter.

Passpoal (från franska passepoil) inom sömnad eller keder (uttal: tjäder) inom tapetseri är en sydd utsmyckning på klädesplagg eller möbel, ofta längs en kant, som är en kanal av ett veck eller band ofta sytt runt ett grövre snöre. Passpoaler används ofta vid fickor på grövre plagg. Man kan även göra dubbla kedrar, då en dubbelvalvad pressarfot krävs. Används som dekorationer bland annat på uniformer.